# Bijou (Magazin)
Bijou (Hangeul: 비쥬) war ein südkoreanisches Comicmagazin, das von Mai 2002 bis Mai 2004 zunächst zweimal im Monat, später monatlich im Verlag Sigongsa herausgegeben wurde und eine Plattform für Manhwa bot, die sich an jugendliche Mädchen (Sunjeong) richteten. Insgesamt erschienen 40 Ausgaben.
In diesem Magazin erschienen einige Titel, die später auch international vertrieben wurden. So etwa Park Sang-suns Mystery-Serie Das Tarot Café (타로카페), die ins Italienische, Französische, Spanische, Englische und Deutsche übersetzt wurde. Kim Mi-kyung brachte ihren Manga Die 11. Katze über die Erlebnisse einer jungen, etwas tollpatschigen Hexe ebenfalls im Bijou heraus. Populäre Comics des Magazins wie Angel Diary des Zeichnerduos Kara wurden auch nach der Einstellung des Magazins weitergeführt, andere wurden abgebrochen.
Auch japanische Comics wurden in dem Magazin abgedruckt, darunter Global Garden von Saki Hiwatari und Skip Beat! von Yoshiki Nakamura.